# Albertovské svahy
Albertovské svahy jsou postupně revitalizovaný park na Novém Městě v Praze 2. Park je na severu ohraničen stavbami v Apolinářské ulici – Sexuologickým ústavem a kostelem svatého Apolináře, několika obytnými budovami a dále pak komplexem budov Zemské porodnice a na východě Fyzikálním ústavem MFF UK. Leží na svahu, který je orientován dolů, jihozápadním směrem k Albertovu. Z jihu ho díky tomu ohraničují Ústav hygieny a epidemiologie a Hlavův ústav (Ústav soudního lékařství a toxikologie a Ústav patologie). Park je průchozí po schodech z křižovatky ulic Apolinářská a Viničná, které ústí do ulice Studničkova za Fakultou biomedicínského inženýrství ČVUT.
V místě vstupu do parku, nedaleko tenisového hřiště a kostela, je také výhled na celý Albertov a Vyšehrad. Park je stupňovitě uspořádaný, u schodiště jsou lavičky k odpočinku. Park je sporadicky udržován, rostou zde převážně starší ovocné stromy a listnaté keře.